# Enrico Garzelli
Enrico Garzelli (Livorno, 24 luglio 1909 – 16 luglio 1992) è stato un canottiere italiano, medaglia d'argento nella gara di otto con nel Canottaggio ai Giochi olimpici di Los Angeles 1932 e di Berlino 1936, medaglia d'oro con lo stesso armo ai campionati europei Bydgoszcz 1929 e Amsterdam 1937.

## Gli scarronzoni
Garzelli faceva parte dell'Unione Canottieri Livornesi, i cui atleti erano soprannominati scarronzoni per il loro sgraziato modo di regatare. In particolare gli equipaggi dell'otto degli scarronzoni si misero in luce nelle manifestazioni internazionali di canottaggio a cavallo degli anni 1920 e '30, sia ai Giochi olimpici che ai campionati europei. Garzelli, inoltre, è l'unico degli scarronzoni presente in tutti e otto gli equipaggi che dal 1929 al 1938 hanno conquistato medaglie alle manifestazioni internazionali.

## Palmarès
| Anno | Manifestazione  | Sede        | Evento   | Risultato |
| ---- | --------------- | ----------- | -------- | --------- |
| 1932 | Giochi olimpici | Los Angeles | Otto con | Argento   |
| 1936 | Giochi olimpici | Berlino     | Otto con | Argento   |